# جورج نوبل بلونكيت
جورج نوبل بلونكيت (بالإنجليزية: George Noble Plunkett) (و. 1851 – 1948 م) هو دبلوماسي، وسياسي من جمهورية أيرلندا ولد في دبلن.
وهو عضو في شين فين .

## التعليم
تعلم في جامعة دبلن.